# Angelique Kerber
Angelique Kerber (Bremen, Alemania Federal; 18 de enero de 1988) es una extenista alemana profesional. Debutó en el circuito de la WTA en el 2003. Fue número 1 del mundo del ranking WTA, posición que alcanzó por primera vez el 12 de septiembre de 2016, convirtiéndose en la jugadora de mayor edad en alcanzar por primera vez dicha posición a los 28 años.[cita requerida]
Kerber ha ganado tres títulos de Grand Slam: el Australia 2016, en donde derrotó a la N.º  1 del mundo, Serena Williams, en la definición en tres sets por 6-4, 3-6, 6-4; el US Open 2016, al derrotar también en tres parciales a la checa Karolína Plíšková por 6-3, 4-6, 6-4 —con esta última victoria se catapultó a la cima del ranking de la WTA— Wimbledon 2018, venciendo a Serena Williams por 6-3, 6-3.
En total ha conseguido 12 títulos individuales de WTA, que incluyen sus 3 títulos de Grand Slam. Por otra parte, fue medallista de plata en la prueba individual de tenis en los Juegos Olímpicos de 2016.

## Biografía
Nació en Bremen. Sus padres son Sławomir Kerber y Beata, y tiene una hermana. Su madre es alemana y su padre es polaco de origen alemán. Empezó a jugar tenis a los tres años y posteriormente se unió al circuito junior, participando en giras a través de Alemania y de Europa. Sin embargo, no logró ganar título alguno en ese nivel hasta que entró en el circuito profesional a los 15 años. Kerber habla con fluidez alemán, polaco e inglés. Aunque Angelique creció en Alemania, vive y entrena desde 2012 cerca de Poznań.
https://www.youtube.com/watch?v=ZNOD64_rEXE

## Carrera

### Inicios: 2003-2010
En el 2003 Kerber consiguió su primera victoria contra una Top 100 al vencer a la francesa Marion Bartoli en la clasificación al torneo de Berlín. Entre el 2003 y 2006 Kerber compitió en torneos de la ITF ganando 3 torneos en total: uno en Canadá, venciendo a la canadiense Valérie Tétreault en tres sets; uno en Glasgow, en el cual venció a la belga Kirsten Flipkens; y uno en Nueva Jersey, venciendo a la franco-serbia Irena Pavlovic.
En el 2007 debutó en un Grand Slam, compitiendo en Roland Garros, en donde perdió contra Yelena Dementieva; en el Torneo de Wimbledon perdió contra Anna Chakvetadze y en el Abierto de Estados Unidos perdió contra Serena Williams; todas en primera ronda. En Bolduque logró llegar a cuartos de final siendo derrotada por la eventual campeona Anna Chakvetadze.
En el 2008 consiguió su primera victoria en un partido de Grand Slam. Esto sucedió en el Abierto de Australia 2008 venciendo a la tenista de Estonia Maret Ani y luego perdería en la segunda ronda contra Francesca Schiavone. A continuación, llegó a la segunda ronda en el Pattaya City, la tercera ronda en Indian Wells y la segunda ronda en Miami. También perdió en la primera ronda del torneo de Estoril de 2008 y en Roland Garros. Llegó a la segunda ronda en Bolduque. En Wimbledon perdió ante Elena Baltacha en la primera rond, pero luego ganó títulos consecutivos del ITF en España y Francia. En 2009, Kerber sólo ganó tres partidos de la WTA y llegó a la segunda ronda del Abierto de Estados Unidos. En la gira de la ITF ganó un torneo en Pozoblanco, España, derrotando a Kristína Kučová en la final.
En 2010, Kerber se clasificó para el Abierto de Australia de 2010, donde alcanzó su primera tercera ronda en un Grand Slam, derrotando a Olga Govortsova y  Aravane Rezai antes de perder ante Svetlana Kuznetsova en tres sets. A continuación, llegó a su primera final de la gira de la WTA en 2010 la Copa Sony Ericsson Colsanitas, en Bogotá, perdiendo a Mariana Duque después de vencer Gisela Dulko.

### 2011
Kerber alcanzó sus primeros cuartos de final del año al comienzo de la temporada en el torneo de Hobart, perdiendo ante Bethanie Mattek-Sands. Eso llevó a una racha de seis partidos perdidos que duró hasta el torneo de Bahamas, donde llegó a la final antes de perder ante Anastasiya Yakimova. Luego llegó a la segunda ronda en Miami, perdiendo ante Francesca Schiavone. Kerber perdió en la primera ronda de Wimbledon a los 17 años de edad ante la británica Laura Robson.
Kerber entró en el Abierto de Estados Unidos en el puesto 92 del mundo. Después de derrotar a la estadounidense Lauren Davis en tres sets, se topó con la 12.ª cabeza de serie Agnieszka Radwańska en la segunda ronda. En la tercera ronda se enfrentó a la rusa Alla Kudryavtseva, ganando en sets seguidos, y en la cuarta ronda venció a Monica Niculescu. Apareciendo en su primer cuartos de final Grand Slam, Kerber sorprendió a Flavia Pennetta en tres sets para avanzar a la semifinal, donde perdió contra la novena cabeza de serie, y la campeona eventual, Samantha Stosur. Kerber alcanzó un alto puesto en le ranking de la WTA escalando a la posición 34 después del torneo.
En la gira asiática, Kerber se participó para el torneo de Tokio, donde derrotó a Bojana Jovanovski en la primera ronda antes de perder ante el eventual campeón Agnieszka Radwańska. Luego llegó a las semifinales de Osaka donde perdió ante la eventual campeona Marion Bartoli. Ella terminó el año como el mundo No. 32 del mundo.

### 2012-2013
El primer torneo de Kerber fue en Auckland, derrotó a Marina Erakovic en la primera ronda, Julia Görges en la segunda ronda y a Sabine Lisicki, en los cuartos de final, cuando Lisicki se retiró debido a una lesión en la espalda. Perdió su partido semifinal con la cuarta cabeza de serie Flavia Pennetta.
En el Abierto de Australia de 2012, Kerber fue la trigésima cabeza de serie. Llegó a la tercera ronda y perdió ante María Sharápova. Como resultado, Kerber subió al número 27 del ranking.
En la Fed Cup de 2012, jugó para Alemania contra la República Checa, haciendo equipo junto Sabine Lisicki, Julia Görges y Anna-Lena Grönefeld. Jugó contra Lucie Hradecká. Ganó el partido, produciendo la única victoria de Alemania en los play-off. Su siguiente torneo fue en París donde ganó su primer título de la WTA. En la primera ronda, se enfrentó a Lucie Šafářová y ganó en sets consecutivos. En la segunda ronda, se enfrentó a Monica Niculescu, luego derrotó a María Sharápova en los cuartos de final, en sets seguidos. En semifinales derrotó a Yanina Wickmayer. La final la jugó ante la francesa Marion Bartoli derrotándola en tres sets.
En Copenhague, venció a Stéphanie Foretz Gacon y luego derrotó a Anne Keothavong y a su compatriota Mona Barthel. Después de eso, derrotó a la tercera cabeza de serie y ex número uno del mundo Jelena Janković para llegar a su tercera final de la carrera WTA, y la segunda del año. Ella ganó el título, batiendo a la campeona defensora Caroline Wozniacki en dos sets. Kerber llegó a la final del torneo de Eastbourne, perdiendo ante Tamira Paszek, después de haber servido para el campeonato en 5-3.
En los Juegos Olímpicos de Londres 2012, Kerber fue clasificada como la séptima cabeza de serie. Venció a Petra Cetkovská en la primera ronda, Tímea Babos en la segunda ronda y Venus Williams en la tercera, antes de perder ante Victoria Azarenka en los cuartos de final. En los dobles mixtos, jugó con Philipp Petzschner, perdiendo en la primera ronda, y en los dobles femeninos se asoció con Sabine Lisicki, perdiendo en la segunda ronda.
En el 2013 Kerber ganó su tercer título de la WTA en Linz, superando a la doble campeona Ana Ivanović y ocupó el último puesto del WTA Tour Championships. En su segunda participación del WTA Tour Championships, Kerber no avanzó más allá de la etapa round robin. Derrotó a Radwańska pero sufrió derrotas ante Serena Williams y Petra Kvitová.

### 2014-2015
El primer evento de Kerber de la temporada fue en Brisbane, llegando a los cuartos de final. En Sídney, Kerber llegó a la final, donde perdió ante Tsvetana Pironkova en sets seguidos. En el Abierto de Australia de 2014, fue derrotada por Flavia Pennetta en tres sets. En febrero, Kerber jugó para Alemania en la Fed Cup. Ella contribuyó a derrotar a Eslovaquia ganando sus dos partidos, derrotando Dominika Cibulková y Daniela Hantuchová respectivamente. Kerber entonces alcanzó la final en Doha, perdiendo ante Simona Halep.
Kerber llegó a la final del torneo de Eastbourne, perdiendo ante Madison Keys en tres sets. En Wimbledon, Kerber fue cabeza de serie y derrotó a Urszula Radwańska, Heather Watson y Kirsten Flipkens para llegar a la cuarta ronda, donde derrotó a María Sharápova. En los cuartos de final, perdió ante Eugénie Bouchard en sets seguidos.
En julio, Kerber participó en Stanford, en la primera ronda recibió un bye, en su partido de apertura, se enfrentó a Coco Vandeweghe a quien derrotó en tres sets. Luego derrotó a Garbiñe Muguruza y Varvara Lepchenko para llegar a la final, su cuarta final de 2014. Allí se enfrentó a Serena Williams y perdió a pesar de tener una ventaja en el primer set.
Kerber no se clasificó para el WTA Finals, pero entró en el torneo como suplente. Kerber terminó el 2014 al representar a Alemania en la final de la Fed Cup. Perdió su primer partido con Lucie Šafářová en dos sets. En su siguiente partido, se enfrentó a Petra Kvitová con quien perdió en tres sets. El equipo checo el título.
Kerber comenzó la temporada del 2015 en el torneo de Brisbane, llegando a los cuartos de final dondeperdió ante Elina Svitolina.
En Charleston, Kerber superó a Evgeniya Rodina, Lara Arruabarrena, Irina-Camelia Begu y a la campeona  defensora Andrea Petković para avanzar a su primera final de 2015, donde se enfrentó a Madison Keys. Angelique ganó su cuarto título de la WTA y su primera desde Linz en octubre de 2013.
En Stuttgart, Kerber venció a María Sharápova en tres sets. Luego venció a Yekaterina Makarova y Madison Brengle en sets seguidos para llegar a la final, donde venció a Caroline Wozniacki en tres sets. Este fue su quinto título de carrera y la vio extender su racha de victorias en arcilla a 11 partidos para la temporada.
Kerber comenzó la temporada de césped en el torneo de Birmingham. Avanzó a los cuartos de final después de derrotar Tsvetana Pironkova y Jelena Janković. A continuación, superó a la checa Kateřina Siniaková en sets seguidos para establecerse en semifinales donde se enfrentó a Sabine Lisicki. Kerber ganó el partido en sets seguidos y posteriormente avanzó a su tercera final de la temporada, derrotó a Karolína Plíšková y conquistó su sexto título de carrera y su primera en hierba. Esta fue la primera vez que Kerber ganó más de dos títulos en una temporada.
Kerber comenzó su temporada dura de verano en Stanford como la quinta cabeza de serie. Venció a Daria Gavrilova y Ana Konjuh en sets seguidos para avanzar a los cuartos de final. Allí, enfrentó a Agnieszka Radwańska, a quien derrotó en un partido de tres sets en dos horas y media para llegar a semifinales. Derrotó a Svitolina para alcanzar la final donde venció a Plíšková.
Se anunció el 21 de octubre que Kerber se había clasificado al WTA Finals. Fue empatada en el mismo grupo con Garbiñe Muguruza, Petra Kvitová y Lucie Šafářová. No pasó de ronda.

### 2016
En el 2016 inició el año alcanzando la final del torneo de Brisbane, en donde perdió ante la bielorrusa Victoria Azarenka por 3-6, 1-6.
Su siguiente participación fue en el Torneo de Sídney, en donde ganó en primera ronda a la ucraniana Elina Svitolina por 4-6, 6-0, 6-3, y se retiró en su encuentro de segunda ronda ante la rusa Yekaterina Makarova.
Su próximo torneo sería el Abierto de Australia. En primera ronda gana en un partido maratoniano de 2 horas y 45 minutos a la japonesa Misaki Doi por 6-7 (4-7), 7-6 (8-6) y 6-3; en segunda ronda a Alexandra Dulgheru por 6-2, 6-4; en tercera ronda a Madison Brengle por 6-1, 6-3; en cuarta ronda a Annika Beck por 6-4, 6-0; en cuartos de final a la bielorrusa Victoria Azarenka por 6-3, 7-5; en semifinales gana a la jugadora revelación del torneo, a la británica Johanna Konta, por 7-5, 6-2; y en la final gana a la n.º 1 del mundo Serena Williams por 4-6, 6-3 y 4-6, levantando así el octavo título de su carrera y su primer Grand Slam.
Después del éxito conseguido en Australia, Kerber tuvo malos resultados en Catar e Indian Wells, donde cayó en el debut. En el Masters de Miami logró alcanzar las semifinales. En dicha ronda perdió ante Victoria Azarenka.
Para la temporada de la tierra batida, Angelique inició defendiendo el título de Charleston, donde alcanzó las semifinales.
Jugaría en su país el torneo de Stuttgart de categoría Premier. Ganaría en segunda ronda a su compatriota Annika Beck 4-6, 6-3, 6-1; en cuartos de final a la española Carla Suárez 6-2, 6-4; en semifinales a la checa y siempre peligrosa Petra Kvitová 6-4, 4-6, 6-2; y en la final a otra compatriota alemana y jugadora revelación del torneo, Laura Siegemund, por 6-4, 6-0. Consigue el noveno título de su carrera y su sexto título de categoría Premier.
En el Premier Mandatory del Torneo de Madrid pierde en su debut ante la checa Barbora Strýcová por 4-6, 2-6 y en el Torneo de Roma en segunda ronda ante la canadiense Eugénie Bouchard por 1-6, 7-5, 5-7.
En el segundo Grand Slam de la temporada, el Roland Garros, cedió en primera ronda frente a la holandesa Kiki Bertens por 2-6, 6-3, 1-6.
Después de unas semanas de descanso, empieza la gira sobre la hierba y vuelve la acción en el Torneo de Birmingham. Le ganó a Peng Shuai por 7-6 (7-3), 6-3, y a la australiana Daria Gavrílova 5-7, 6-2, 6-2, para luego perder en cuartos de final contra la española Carla Suárez 4-6, 6-1, 5-7.
En el tercer Grand Slam del año, el Campeonato de Wimbledon, gana todos partidos hasta las semifinales en sets corridos. Gana a Laura Robson, Varvara Lepchenko, Carina Witthöft, Misaki Doi, Simona Halep y a Venus Williams. En la final Kerber no consigue ganar a Serena Williams y pierde por parciales de 5-7 y 3-6, tomándose la revancha de la derrota sufrida en el Abierto de Australia.
En el Torneo de Bastad se retira en segunda ronda, tras haber ganado a una jugadora local en primera ronda.
En el Masters de Canadá, gana a la croata Mirjana Lucic-Baroni en segunda ronda por 6-3, 4-6, 6-3; en tercera ronda a Elina Svitolina 1-6, 7-6 (7-2), 6-4; en cuartos de final a la rusa y futura promesa Daria Kasátkina por 6-2, 6-2. Sin embargo, en semifinales pierde con la rumana Simona Halep por 0-6, 6-3, 2-6.
Obtuvo la medalla de plata en el torneo individual de los Juegos Olímpicos de 2016 en Río al perder la final contra Mónica Puig.
En el Masters de Cincinnati pierde en la final ante la checa Karolína Plíšková por 3-6, 1-6.
Una semana después vuelve a la acción en el último Grand Slam del año, el Abierto de Estados Unidos. En primera ronda gana a Polona Hercog por 6-0 y 1-0 retiro de la jugadora eslovena; en segunda ronda a Mirjana Lučić-Baroni por 6-2, 7-6 (9-7); en tercera ronda a Catherine Bellis por 6-1, 6-1; en cuarta ronda a Petra Kvitová por 6-3, 7-5; en cuartos de final a la italiana Roberta Vinci por 7-5, 6-0; y en semifinales a la danesa Caroline Wozniacki por 6-4, 6-3. En la final, el día 10 de septiembre, venció a Karolína Plíšková por 6-3, 4-6, 6-4; tomándose la revancha de su último enfrentamiento y ganando el segundo Grand Slam de su carrera, décimo título de su carrera y proclamándose nueva número uno del mundo del ranking WTA.
En el Premier de Wuhan gana en segunda ronda a la francesa Kristina Mladenovic por parciales de 6-7 (4-7), 6-1, 6-4. En tercera ronda perdió ante la checa Petra Kvitová y futura campeona del torneo por parciales de 7-6 (12-10), 5-7, 4-6 en un partido maratoniano de más de 3 horas.
En el Torneo de Pekín consigue ganar a Kateřina Siniaková por 6-4, 6-4 en primera ronda y a Barbora Strýcová por 6-3, 7-6 (7-4) en segunda ronda. En tercera ronda no puede con la ucraniana Elina Svitolina y pierde por 3-6, 5-7.
En el Torneo de Hong Kong gana a Maria Sakkari y a Louisa Chirico en primera y segunda ronda, respectivamente. Sin embargo, pierde en cuartos de final ante la australiana Daria Gavrílova por 3-6, 1-6.

### 2019
Empezó el año en el Torneo de Sídney donde consiguió pasar a segunda ronda derrotando a la italiana Camila Giorgi, pero la checa Petra Kvitová se ocupó de ser su verdugo en la segunda ronda. En el Abierto de Australia consiguió llegar a octavos de final siendo derrotada por la universitaria Danielle Collins.

### 2022 Problemas de salud, temporada atípica y embarazo
Kerber comenzó el año teniendo que cancelar sus preparativos para el primer Grand Slam del año cuando una prueba positiva de coronavirus la obligó a saltarse el Abierto de Sydney. Luego, en la primera ronda del Abierto de Australia 2022, cayó ante Kaia Kanepi por marcador de 4-6, 3-6.
La gira de Medio Oriente trajo más problemas para Kerber cuando se retiró de Dubái y perdió contra una bien corajuda Jil Teichmann en  Doha con un marcador de 6-4, 3-6, 2-6.
Regresó a Indian Wells en marzo, registrando dos victorias contra Zheng Qinwen y Daria Kasatkina. Sin embargo, se enfrentó a Iga Świątek y perdió 6-4, 2-6, 3-6.
En el Abierto de Miami del 2022, Kerber tuvo un enfrentamiento difícil en la primera ronda contra Naomi Osaka. Osaka superó a Angelique, donde esta última perdió 2-6, 3-6.
La Copa Billie Jean King fue el comienzo de la temporada de arcilla de Kerber. Perdió ambos lazos individuales a manos de Yulia Putintseva y Elena Rybakina. En ambos encuentros, ganó el primer set, pero perdió en tres sets.
Apareciendo en su país de origen, Alemania, por primera vez esta temporada, Angelique empató a Anett Kontaveit en la primera ronda. Perdió 6-3, 4-6, 4-6.
Kerber se retiró del Mutua Madrid Open 2022 alegando un resfriado. Fue al Abierto de Italia (tenis) de 2022 en Roma y posteriormente perdió ante Coco Gauff en dos sets 1-6, 4-6.
La temporada de tierra batida dio un vuelco para Kerber en el Torneo de Estrasburgo 2022. Después de un comodín de último minuto para Kerber, logró 5 victorias, asegurando el 14º título de su carrera. Derrotó a Diane Parry, Aliaksandra Sasnovich, Magda Linette, Océane Dodin y Kaja Juvan. Su último partido contra Juvan duró 3 horas y 16 minutos. Kerber anotó 83 tiros ganadores frente a los 83 de Juvan, lo que convierte a este partido en uno de los de mayor calidad en el tenis femenino. Angelique Kerber se convirtió en la tercera mujer, detrás de Maria Sharapova y Justine Henin, en ganar títulos en arcilla roja al aire libre, arcilla roja cubierta y arcilla verde. En el Abierto de Francia, Kerber perdió en la tercera ronda ante Aliaksandra Sasnovich en dos sets. En Wimbledon, Kerber perdió en la tercera ronda ante Elise Mertens en dos sets. Kerber tuvo 28 errores no forzados en el partido en comparación con los 14 de Mertens.
El 24 de agosto anunció que no competiría en el US Open 2022 debido a que estaba embarazada.

## Vida personal
Desde inicios del 2021, está en una relación con Franco Bianco, un empresario y emprendedor italiano, el 24 de agosto del 2022, anunció que esta embarazada de su primer hijo, por lo que no pudo disputar el Abierto de los Estados Unidos 2022. El 25 de febrero del 2023 dieron la bienvenida a su hija Liana Bianco-Kerber.

## Torneos de Grand Slam

### Individual

#### Títulos (3)
| Año  | Campeonato           | Oponente en la final | Resultado     |
| 2016 | Abierto de Australia | Serena Williams      | 6-4, 3-6, 6-4 |
| 2016 | Abierto de EE.UU.    | Karolína Plíšková    | 6-3, 4-6, 6-4 |
| 2018 | Wimbledon            | Serena Williams      | 6-3, 6-3      |

#### Finalista (1)
| Año  | Campeonato | Oponente en la final | Resultado |
| 2016 | Wimbledon  | Serena Williams      | 5-7, 3-6  |

## Juegos Olímpicos

### Finalista en Individual (1)
| Año  | Campeonato          | Oponente en la final | Resultado     |
| 2016 | Río de Janeiro 2016 | Mónica Puig          | 4-6, 6-4, 1-6 |

## Títulos WTA (14; 14+0)

### Individual (14)
| Leyenda                                        |
| Grand Slam (3)                                 |
| Juegos Olímpicos (0)                           |
| WTA Finals (0)                                 |
| WTA Elite Trophy (0)                           |
| Tier I, P. Mandatory & Premier 5, WTA 1000 (0) |
| Tier II, Premier, WTA 500 (7)                  |
| Tier III & IV, International, WTA 250 (4)      |

| N.º | Fecha                    | Torneo               | Superficie        | Oponente en la final | Resultado              |
| 1.  | 12 de febrero de 2012    | París                | Dura (i)          | Marion Bartoli       | 7-6(3), 5-7, 6-3       |
| 2.  | 15 de abril de 2012      | Copenhague           | Dura (i)          | Caroline Wozniacki   | 6-4, 6-4               |
| 3.  | 13 de octubre de 2013    | Linz                 | Dura (i)          | Ana Ivanović         | 6-4, 7-6(6)            |
| 4.  | 12 de abril de 2015      | Charleston           | Tierra batida     | Madison Keys         | 6-2, 4-6, 7-5          |
| 5.  | 26 de abril de 2015      | Stuttgart            | Tierra batida (i) | Caroline Wozniacki   | 3-6, 6-1, 7-5          |
| 6.  | 21 de junio de 2015      | Birmingham           | Hierba            | Karolína Plíšková    | 6-7(5), 6-3, 7-6(4)    |
| 7.  | 9 de agosto de 2015      | Stanford             | Dura              | Karolína Plíšková    | 6-3, 5-7, 6-4          |
| 8.  | 30 de enero de 2016      | Abierto de Australia | Dura              | Serena Williams      | 6-4, 3-6, 6-4          |
| 9.  | 24 de abril de 2016      | Stuttgart            | Tierra batida (i) | Laura Siegemund      | 6-4, 6-0               |
| 10. | 10 de septiembre de 2016 | Abierto de EE.UU.    | Dura              | Karolína Plíšková    | 6-3, 4-6, 6-4          |
| 11. | 13 de enero de 2018      | Sídney               | Dura              | Ashleigh Barty       | 6-4, 6-4               |
| 12. | 14 de julio de 2018      | Wimbledon            | Hierba            | Serena Williams      | 6-3, 6-3               |
| 13. | 26 de junio de 2021      | Bad Homburg          | Hierba            | Kateřina Siniaková   | 6-3, 6-2               |
| 14. | 21 de mayo de 2022       | Estrasburgo          | Tierra batida     | Kaja Juvan           | 7-6(5), 6-7(0), 7-6(5) |

#### Finalista (18)
| N.º | Fecha                    | Torneo           | Superficie    | Oponente en la final      | Resultado        |
| 1.  | 21 de febrero de 2010    | Bogotá           | Tierra batida | Mariana Duque             | 4-6, 3-6         |
| 2.  | 24 de junio de 2012      | Eastbourne       | Hierba        | Tamira Paszek             | 7-5, 3-6, 5-7    |
| 3.  | 19 de agosto de 2012     | Cincinnati       | Dura          | Na Li                     | 6-1, 3-6, 1-6    |
| 4.  | 7 de abril de 2013       | Monterrey        | Dura          | Anastasiya Pavliuchenkova | 6-4, 2-6, 4-6    |
| 5.  | 28 de septiembre de 2013 | Tokio (Pacífico) | Dura          | Petra Kvitová             | 2-6, 6-0, 3-6    |
| 6.  | 10 de enero de 2014      | Sídney           | Dura          | Tsvetana Pironkova        | 4-6, 4-6         |
| 7.  | 16 de febrero de 2014    | Doha             | Dura          | Simona Halep              | 2-6, 3-6         |
| 8.  | 21 de junio de 2014      | Eastbourne       | Hierba        | Madison Keys              | 3-6, 6-3, 5-7    |
| 9.  | 3 de agosto de 2014      | Stanford         | Dura          | Serena Williams           | 6-7(1), 3-6      |
| 10. | 18 de octubre de 2015    | Hong Kong        | Dura          | Jelena Janković           | 6-3, 6-7(4), 1-6 |
| 11. | 9 de enero de 2016       | Brisbane         | Dura          | Victoria Azarenka         | 3-6, 1-6         |
| 12. | 9 de julio de 2016       | Wimbledon        | Hierba        | Serena Williams           | 5-7, 3-6         |
| 13. | 13 de agosto de 2016     | JJ.OO. Río 2016  | Dura          | Mónica Puig               | 4-6, 6-4, 1-6    |
| 14. | 21 de agosto de 2016     | Cincinnati       | Dura          | Karolína Plíšková         | 3-6, 1-6         |
| 15. | 30 de octubre de 2016    | WTA Finals       | Dura (i)      | Dominika Cibulková        | 3-6, 4-6         |
| 16. | 9 de abril de 2017       | Monterrey        | Dura          | Anastasiya Pavliuchenkova | 4-6, 6-2, 1-6    |
| 17. | 17 de marzo de 2019      | Indian Wells     | Dura          | Bianca Andreescu          | 4-6, 6-3, 4-6    |
| 18. | 29 de junio de 2019      | Eastbourne       | Hierba        | Karolína Plíšková         | 1-6, 4-6         |

### Dobles (0)
| Leyenda                                        |
| Grand Slam (0)                                 |
| Juegos Olímpicos (0)                           |
| WTA Finals (0)                                 |
| WTA Elite Trophy (0)                           |
| Tier I, P. Mandatory & Premier 5, WTA 1000 (0) |
| Tier II, Premier, WTA 500 (0)                  |
| Tier III & IV, International, WTA 250 (0)      |

#### Finalista (2)
| N.º | Fecha               | Torneo           | Superficie | Pareja          | Oponentes en la final              | Resultado |
| --- | ------------------- | ---------------- | ---------- | --------------- | ---------------------------------- | --------- |
| 1.  | 20 de junio de 2008 | 's-Hertogenbosch | Hierba     | Liga Dekmeijere | Marina Erakovic Michaella Krajicek | 3-6, 2-6  |
| 2.  | 9 de enero de 2016  | Brisbane         | Dura       | Andrea Petković | Martina Hingis Sania Mirza         | 5-7, 1-6  |

## Clasificación histórica
| Torneos                  | 2006            | 2007            | 2008            | 2009            | 2010            | 2011            | 2012         | 2013         | 2014         | 2015         | 2016  | 2017         | 2018         | 2019         | 2020         | 2021 | 2022 | Títulos  | G–P     | Victorias % |
| ------------------------ | --------------- | --------------- | --------------- | --------------- | --------------- | --------------- | ------------ | ------------ | ------------ | ------------ | ----- | ------------ | ------------ | ------------ | ------------ | ---- | ---- | -------- | ------- | ----------- |
| Torneos de Grand Slam    |                 |                 |                 |                 |                 |                 |              |              |              |              |       |              |              |              |              |      |      |          |         |             |
| Abierto de Australia     | A               | Q1              | 2R              | 1R              | 3R              | 1R              | 3R           | 4R           | 4R           | 1R           | G     | 4R           | SF           | A            |              |      |      | 1 / 11   | 26–10   | 70%         |
| Roland Garros            | A               | 1R              | 1R              | Q2              | 2R              | 1R              | CF           | 4R           | 4R           | 3R           | 1R    | 1R           | CF           | 2R           |              |      |      | 0 / 12   | 18–12   | 57%         |
| Wimbledon                | A               | 1R              | 1R              | Q2              | 3R              | 1R              | SF           | 2R           | CF           | 3R           | F     | 4R           | G            | 2R           |              |      |      | 1 / 12   | 31–11   | 70%         |
| US Open                  | A               | 1R              | Q1              | 2R              | 1R              | SF              | 4R           | 4R           | 3R           | 3R           | G     | 1R           | 3R           | 1R           |              |      |      | 1 / 10   | 25–12   | 74%         |
| Victorias–Derrotas       | 0–0             | 0–3             | 1–3             | 1–2             | 5–4             | 5–4             | 15–4         | 10–4         | 12–4         | 6–4          | 20–2  | 6–4          | 16-2         | 2-3          |              |      |      | 3 / 46   | 98–43   | 68%         |
| Competencia por Equipos  |                 |                 |                 |                 |                 |                 |              |              |              |              |       |              |              |              |              |      |      |          |         |             |
| Juegos Olímpicos         | NC              | NC              | A               | No Celebrado    | No Celebrado    | No Celebrado    | CF           | No Celebrado | No Celebrado | No Celebrado | F-S   | No Celebrado | No Celebrado | No Celebrado | No Celebrado |      | NC   | 0 / 2    | 8–2     | 80%         |
| Fed Cup                  | A               | PO              | PO              | Ausente         | Ausente         | Ausente         | 1R           | PO           | F            | SF           | 1R    | PO           | SF           |              |              |      |      | 0 / 4    | 12–9    | 57%         |
| Victorias–Derrotas       | 0–0             | 0–2             | 0–1             | 0–0             | 0–0             | 0–0             | 5–2          | 1–1          | 4–2          | 2–1          | 3–1   | 1–1          |              |              |              |      |      | 0 / 6    | 16–11   | 60%         |
| Campeonato de Fin de Año |                 |                 |                 |                 |                 |                 |              |              |              |              |       |              |              |              |              |      |      |          |         |             |
| WTA Finals               | No se clasificó | No se clasificó | No se clasificó | No se clasificó | No se clasificó | No se clasificó | RR           | RR           | NC           | RR           | F     |              |              |              |              |      |      | 0 / 4    | 6–8     | 43%         |
| WTA Premier Mandatory    |                 |                 |                 |                 |                 |                 |              |              |              |              |       |              |              |              |              |      |      |          |         |             |
| Indian Wells             | Ausente         | Ausente         | 3R              | Q1              | A               | 1R              | SF           | SF           | 2R           | 2R           | 2R    | 4R           | CF           | F            |              |      |      | 0 / 8    | 10–8    | 56%         |
| Miami                    | Ausente         | Ausente         | 2R              | A               | Q2              | 2R              | 2R           | 3R           | CF           | 3R           | SF    | CF           | CF           | 3R           |              |      |      | 0 / 8    | 14–8    | 64%         |
| Madrid                   | No Celebrado    | No Celebrado    | No Celebrado    | Ausente         | Ausente         | Ausente         | 3R           | CF           | 1R           | 1R           | 1R    | 3R           |              | 2R           |              |      |      | 0 / 6    | 7–6     | 54%         |
| Pekín                    | No Tier 1       | No Tier 1       | No Tier 1       | A               | 3R              | Q2              | CF           | CF           | 3R           | CF           | 3R    | 2R           |              |              |              |      |      | 0 / 6    | 12–6    | 67%         |
| Torneos WTA Premier 5    |                 |                 |                 |                 |                 |                 |              |              |              |              |       |              |              |              |              |      |      |          |         |             |
| Dubái                    | No Tier I       | No Tier I       | No Tier I       | Ausente         | Ausente         | 1R              | No Premier 5 | No Premier 5 | No Premier 5 | 3R           | NP5   | SF           |              |              |              |      |      | 0 / 3    | 4–3     | 57%         |
| Catar                    | NT1             | NT1             | 1R              | No Celebrado    | No Celebrado    | NP5             | A            | 2R           | F            | NP5          | 2R    | NP5          | CF           |              |              |      |      | 0 / 4    | 4–4     | 50%         |
| Roma                     | Ausente         | Ausente         | Ausente         | Ausente         | Ausente         | 1R              | SF           | A            | 2R           | 2R           | 2R    | 2R           | CF           |              |              |      |      | 0 / 6    | 5–6     | 45%         |
| Canadá                   | A               | Q1              | Ausente         | Ausente         | 1R              | A               | 3R           | 2R           | 3R           | 3R           | SF    | 3R           |              |              |              |      |      | 0 / 7    | 8–7     | 53%         |
| Cincinnati               | No Tier I       | No Tier I       | No Tier I       | Ausente         | Ausente         | Ausente         | F            | 3R           | 3R           | 1R           | F     | 2R           |              |              |              |      |      | 0 / 4    | 11–5    | 69%         |
| Tokio                    | Ausente         | Ausente         | Ausente         | Ausente         | 1R              | 2R              | SF           | F            | NP5          | NP5          | NP5   | NP5          | NP5          | NP5          | NP5          | NP5  | NP5  | 0 / 4    | 8–4     | 66%         |
| Wuhan                    | No Celebrado    | No Celebrado    | No Celebrado    | No Celebrado    | No Celebrado    | No Celebrado    | No Celebrado | No Celebrado | CF           | SF           | 3R    | 1R           |              |              |              |      |      | 0 / 3    | 6–3     | 66%         |
| Estadísticas             |                 |                 |                 |                 |                 |                 |              |              |              |              |       |              |              |              |              |      |      |          |         |             |
| Torneos jugados          | 1               | 10              | 14              | 6               | 19              | 20              | 18           | 20           | 22           | 23           | 22    | 15           |              |              |              |      |      | 197      | 197     | 197         |
| Títulos                  | 0               | 0               | 0               | 0               | 0               | 0               | 2            | 1            | 0            | 4            | 3     | 0            |              |              |              |      |      | 10       | 10      | 10          |
| Finales Disputadas       | 0               | 0               | 0               | 0               | 1               | 0               | 4            | 3            | 4            | 5            | 8     | 1            |              |              |              |      |      | 26       | 26      | 26          |
| Victorias–Derrotas       | 1–1             | 6–12            | 7–15            | 3–6             | 23–19           | 17–20           | 60–18        | 45–23        | 47–24        | 53–22        | 63–18 | 25–16        |              |              |              |      |      | 10 / 170 | 350–198 |             |
| Victoria %               | 50%             | 33%             | 32%             | 33%             | 55%             | 46%             | 77%          | 66%          | 66%          | 71%          | 79%   | 62%          |              |              |              |      |      | 63%      | 63%     | 63%         |
| Ranking a fin de año     | 214             | 84              | 108             | 106             | 47              | 32              | 5            | 9            | 10           | 10           | 1     |              |              |              |              |      |      |          |         |             |